# Verbalnomen
Als Verbalnomen wird in der Sprachwissenschaft im allgemeinen Sinne ein Nomen bezeichnet, das mittels Derivation von einem Verb gebildet wird.
Im engeren Sinne handelt es sich hierbei in der Regel um ein Verbalsubstantiv. Der Terminus findet vor allem dort Verwendung, wo es deverbale Nomina gibt, die über das Gebiet der Wortbildung hinaus eine syntaktische Funktion haben. Martin Haspelmath verwendet für Verbalnomina mit syntaktischen Funktionen den arabischen Begriff Masdar.
In der Literatur der einzelsprachlichen Philologien wird der Begriff verschieden verwendet. In der Grammatik des Deutschen findet eine Differenzierung zwischen dem Begriff Verbalnomen und dem häufigeren Terminus Verbalsubstantiv im Allgemeinen nicht statt.
Im weiteren Sinne fallen aber auch Gerundien, Verbaladjektive (wie z. B. Partizipien), Verbaladverbien und substantivierte Infinitive (z. B. das Supinum) unter den Oberbegriff Verbalnomen.

## „Verbalnomen“ und „Verbalsubstantiv“ im Deutschen
In der deutschsprachigen Grammatikliteratur ist die Terminologie in diesem Bereich uneinheitlich. Es wird entweder der Begriff „Verbalnomen“ oder „Verbalsubstantiv“ gebraucht und kein Bedeutungsunterschied definiert.
Manchmal werden die Bezeichnungen Verbalnomen und Verbalsubstantiv explizit als austauschbar behandelt. In einer ganzen Reihe deutschsprachiger Nachschlagewerke und Handbücher existiert nur „Verbalsubstantiv“ und ein „Verbalnomen“ wird daneben gar nicht verzeichnet. In anderen ist es umgekehrt. Mithin können in der deutschen Grammatik beide Bezeichnungen dazu dienen, jeweils die gesamte Bandbreite verschiedener substantivischer Formen abzudecken, die auf Verben zurückgehen.
Sofern separate Wortprägungen „Verbalnomen“ zu finden sind, für die eine Gleichsetzung mit Verbalsubstantiv nicht üblich ist, ist dies Sache einzelner Traditionen der Grammatikschreibung, die dann eher andere Sprachen als das Deutsche betreffen. Im Zusammenhang mit Grammatiktraditionen mit anderen Arbeitssprachen als Deutsch ist zu beachten, dass in der Übersetzung die Termini „Substantiv“ und „Nomen“ als falsche Freunde gerne miteinander verwechselt werden (Englisch: noun = Substantiv, nominal = Nomen; Französisch: präzise nom substantif in der Regel heutzutage aber verkürzt zu nom oder substantif).

## Verbalnomen in der Keltologie
Eine prominente Rolle spielt der Begriff Verbalnomen (engl. verbal noun) in der Philologie der keltischen Sprachen. Beispielsweise hat das moderne Irisch keine Verbform, die als Infinitiv bezeichnet wird, besitzt aber nominal wirkende Formen und Konstruktionen. Beispiel:
```
Tá  sé do  mo    bhualadh.

ist er zu meinem Schlagen
"Er schlägt mich."
```

Die Form bualadh ist hier das Verbalnomen; formal ist es eine nominale Ableitung des Verbstamms buail „schlagen“. Diese Form erscheint hier in einer Konstruktion mit äußerlich substantivischen Eigenschaften: 1. Die Form wird von einer Präposition eingebettet (do „zu“) und 2. das Objekt des Schlagens erscheint in der Form eines Possessivpronomens (mit dessen regulären grammatischen Eigenschaften, nämlich dass der Anlaut des folgenden Substantivs von b zu bh geschwächt (leniert) wird). Obwohl die Form für „schlagen“ äußerlich wie ein Substantiv konstruiert wird, ist die Funktion verbal: Die Konstruktion mit Präposition hat die Bedeutung einer verbalen Verlaufsform und das Possessivpronomen ist funktionsgleich mit einem pronominalen direkten Objekt. Das einleitende Verb tá („sein“) bildet also im Endeffekt eine Hilfsverbkonstruktion, wie es in anderen Sprachen mit infiniten Verbformen geschieht.
Auch im Walisischen gibt es ein sog. verbal noun (wal. berfenw), dem die keltische Philologie verbale und nominale Eigenschaften zuschreibt, was jedoch aus modernerer linguistischer Perspektive kritisch gesehen wird.

## Verbalnomen in der Turkologie
In der Turkologie  bezeichnet man als Verbalnomen im Sinne eines Oberbegriffs die Infinitive, die Partizipien sowie das Verbalnomen im engeren Sinne (z. B. im Türkeitürkischen auf -Iş., in türkischer Terminologie kılış adı).
Mit dem Verbalnomen im engeren Sinne wird im Türkischen ein begrenztes, aus einer Phase bestehendes Ereignis bezeichnet:
```
 
Alışveriş yapmam lazım

 Einkaufen mein-Tun ist-notwendig
 "Ich muss einkaufen"
```

```
 
Serginin açılışı saat yirmide

 Der-Ausstellung ihre-Eröffnung Stunde in-der-Zwanzig
 "Die Eröffnung der Ausstellung ist um 20 Uhr."
```

In vielen Fällen wird bei der Verwendung des Verbalnomens die Art und Weise der Handlung mitgedacht, z. B.
```
 
Suzan'ın bakışı anlamlıydi.

 Suzans ihr-Blicken war-bedeutungsvoll
 Wie Suzan blickte, war bedeutungsvoll.
```

```
 
Onun oturuşuna bak!

 Sein/Ihr zu-seinem-Sitzen schau!
 "Guck mal, wie der/die sitzt"
```

Das türkische Verbalnomen kann mit allen Kasussuffixen sowie mit dem Attributivsuffix -(y)le und mit dem Attributivsuffix -ki verwendet werden.

## Masdarim Arabischen
In der arabischen Grammatik wird das Verbalsubstantiv als Masdar (arabisch مصدر) bezeichnet. Beispiel: كتابة kitābatun „das Schreiben“. Verbalsubstantive können z. B. nach einem Modalverb anstelle eines konjugierten Verbs im Satz verwendet werden und kommen häufiger im geschriebenen als gesprochenen Arabisch vor. Die Bedeutung des Satzes bleibt dabei gleich:
Bsp.:
- أريد الكتابة urīdu l-kitāba(ta) „Ich möchte schreiben“ (wtl. „Ich möchte das-Schreiben“) (für verbales أريد أن أكتب urīdu ʾan aktuba wtl. „Ich möchte, dass ich schreibe“)

Die Bildung der Verbalsubstantive erfolgt bis auf den Grundstamm nach einem festen Schema, d. h. für die Stämme II - X existieren bestimmte Muster, nach denen sich das jeweilige Verbalsubstantiv (bis auf wenige Ausnahmen) ableiten lässt:
- II. Stamm    tafʿīl           تفعيل
- III. Stamm   mufāʿala/ fiʿāl  فعال / مفاعلة
- IV. Stamm    ifʿāl            إفعال
- V. Stamm     tafaʿʿul         تفعل
- VI. Stamm    tafāʿul          تفاعل
- VII. Stamm   infiʿāl          انفعال
- VIII. Stamm  iftiʿal          افتعال
- IX. Stamm    ifʿilāl          افعلال
- X. Stamm     istifʿāl         استفعال